# (528381) 2008 ST291
2008 ST291是一顆太陽系海王星外天體，絕對星等為4.3等，2008 ST291可能是矮行星。

## 軌道
2008 ST291於1954年通過近日點，目前距離太陽59天文單位。2016年，2008 ST291將距離太陽超過60天文單位。天文學家已經觀測過3次2008 ST291衝。

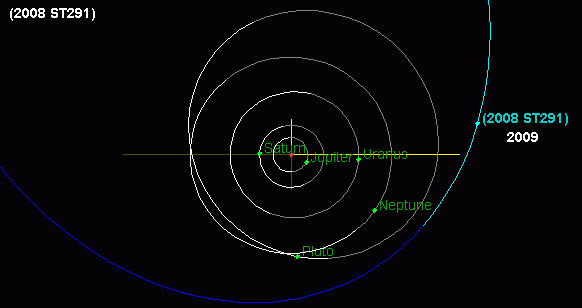
2008 ST_{291}公轉週期，目前已知小行星90377與2005 QU182公轉週期更久

## 物理性質
因為天文學家尚無法得知2008 ST291的反射率，所以2008 ST291大小仍不清楚，直徑可能介於370公里至820公里之間。

## 外部連結
- Orbital simulation（页面存档备份，存于） from JPL (Java) / Horizons Ephemeris（页面存档备份，存于）